# Rue du Docteur-Heulin
La rue du Docteur-Heulin est une voie située dans le quartier des Épinettes du 17e arrondissement de Paris.

## Situation et accès
La rue du Docteur-Heulin est desservie par la ligne 13 aux stations Brochant, La Fourche, et Guy Môquet.

## Origine du nom
Elle rend hommage à Vincent Heulin, médecin praticien du quartier des Épinettes. 
Né le 19 mars 1869 à Saint-Lô, il habitait au 58 rue Balagny à Paris 17e et s'était marié le 20 novembre 1917 à la dessinatrice Jeanne Renée Souef (1884-1956). Sa thèse, soutenue à Paris en 1897, était consacrée au cancer primitif du duodénum.
Lors de la guerre 14-18, bien qu'exempt, il réclame dès 1915 de partir sur le front et devient aide-major au 225e régiment d'Infanterie. Il connait, jusqu'à l'évacuation imposée par son épuisement, la vie des médecins de bataillon. Il est décoré de la Croix de Guerre.
Il meurt le 16 janvier 1926 à Paris 12e à la suite d'une longue et douloureuse maladie.
Dans La Presse Médicale du 13 février 1926, E. Baillet lui rend hommage ainsi : « A côté des médecins qui établissent leur renommée par leurs travaux scientifiques ou par leur enseignement et qui illustrent la profession médicale, il y a place pour les médecins praticiens qui ont le mérite d'une vie modeste, consacrée au soulagement des souffrances humaines et dont l'accomplissement nécessite un ensemble de qualités de l'esprit et du cœur qui, sur un autre plan, ne cèdent en rien aux qualités des premiers. »

## Historique

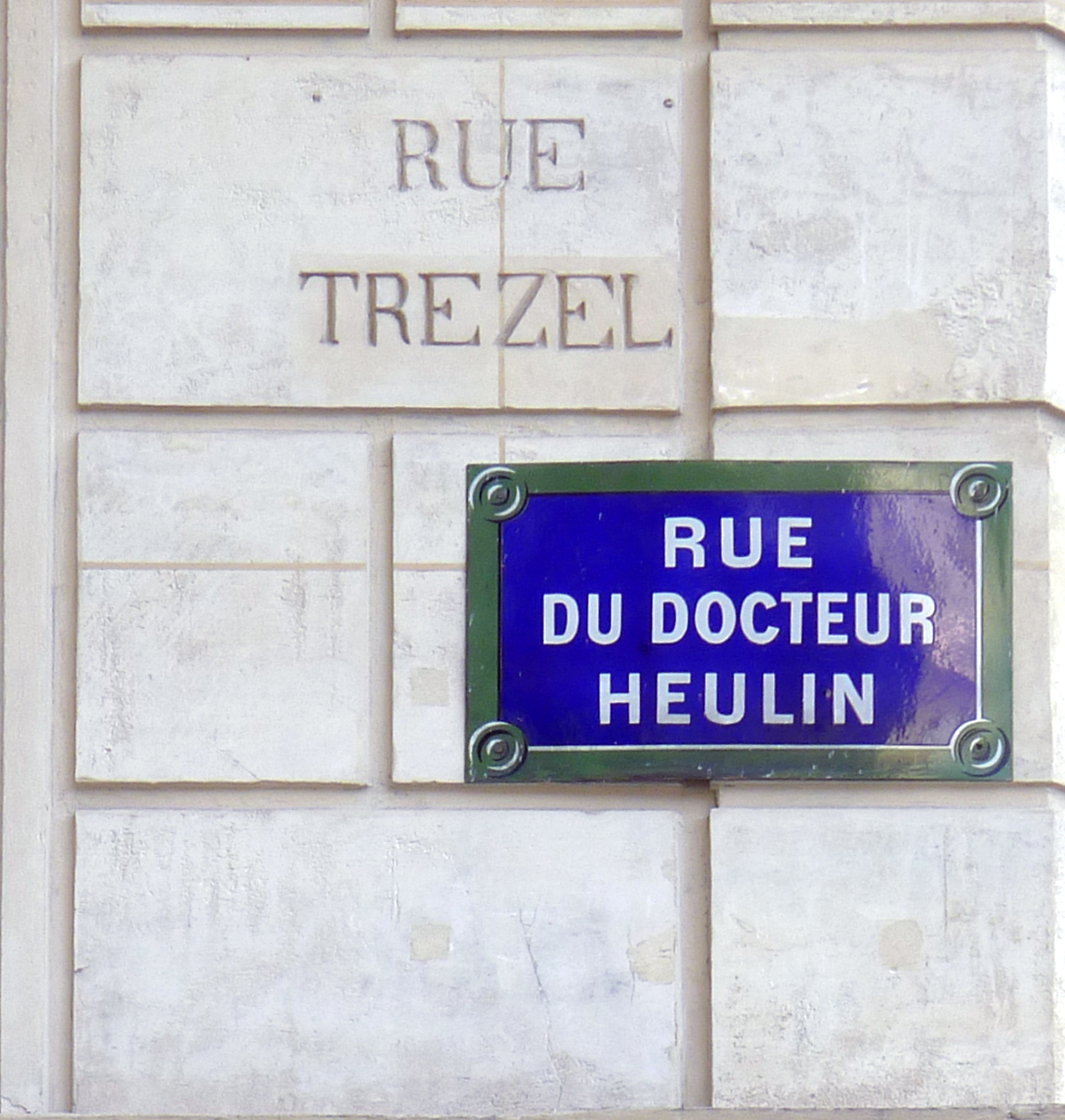
Plaque actuelle et ancien nom.

Cette voie, de l'ancienne commune des Batignolles, est ouverte au milieu du XIXe siècle sous les noms d'« impasse Trézel », puis de « rue Trézel, ».
Malgré son rattachement à Paris en 1863, son classement à la voirie parisienne en 1863 est ajourné.
Elle est finalement classée dans la voirie de Paris par décret du 24 août 1870 et prend son nom actuel par arrêté du 31 août 1927.